# Ventricina

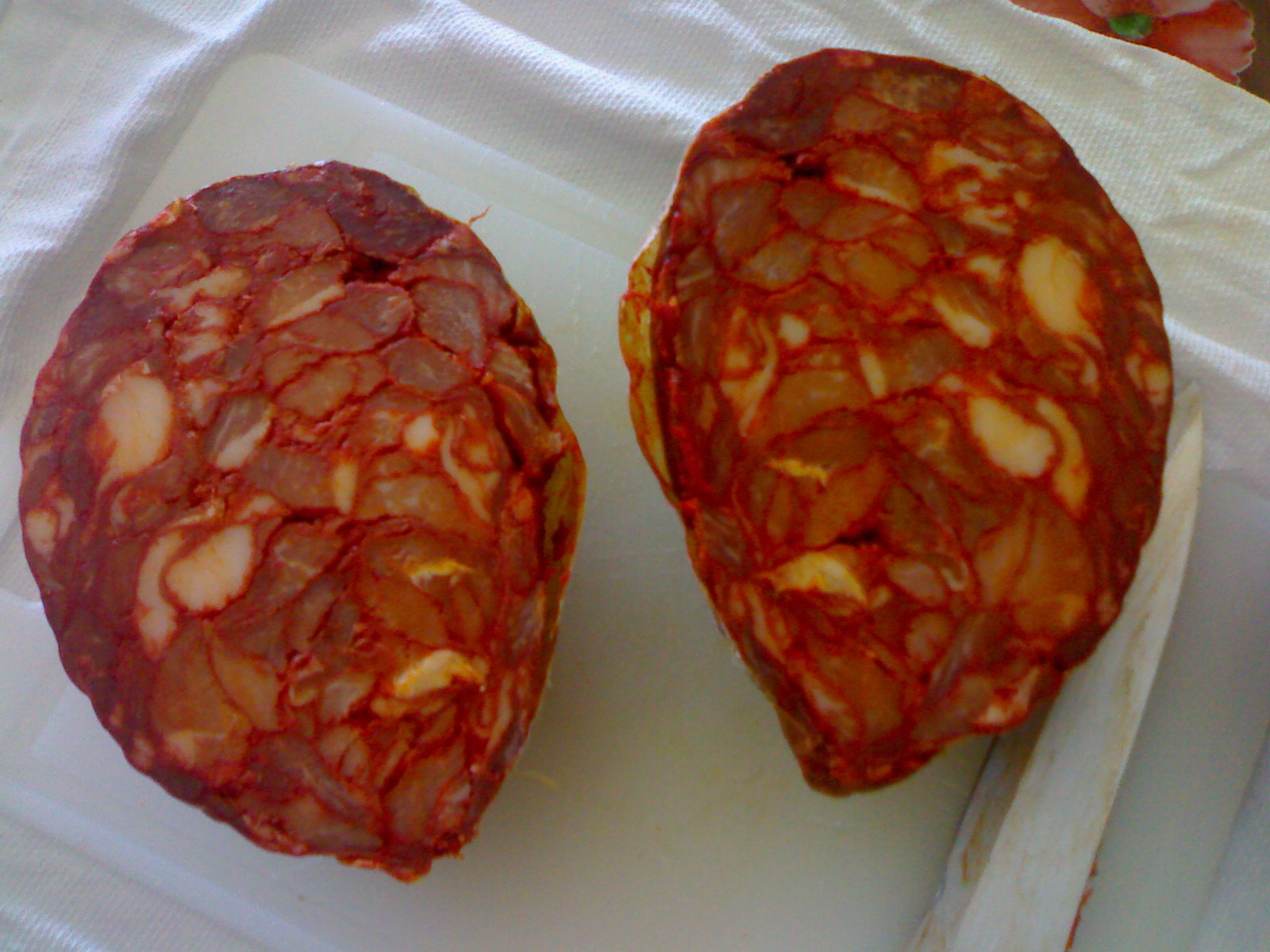
Ventricina-Wurst aus Vasto in den Abruzzen

Die Ventricina ist eine Wurstsorte aus Schweinefleisch, die in den Abruzzen hergestellt wird. Der Name leitet sich ab von dem italienischen Wort ventre = Bauch, da als Wursthülle u. a. der Schweinemagen benutzt wird.

## Zubereitung
Zur Vorbereitung mariniert man die Wursthüllen (Naturdarm, Magen und Blase) in einer Mischung aus Wasser, Essig, Orangenschalen, Knoblauch und Lorbeer. Für die Wurstmasse zerkleinert man fettes Schweinefleisch, Speck und Muskelfleisch, die typischerweise mit Speisesalz, Pfeffer und Chili gewürzt wird. Nachdem sie leicht geräuchert wurde, reift sie bis zu 100 Tage.

## Ventricina Teramana
In Teramo wird das Schweinefleisch mit Schweinefett vermischt. Der Fettanteil liegt bei 70–80 % der Mischung. Fleisch und Fett werden fein geschnitten und Knoblauch, Salz, gemahlener weißer und schwarzer Pfeffer, rote Chilies und Paprika, Rosmarin, Pfefferpaste, Samen von Fenchel hinzugefügt. Manchmal werden weitere Gewürze aus den Abruzzen beigegeben. Das Gemisch wird in Naturdärme des Schweins gefüllt, neuerdings werden auch synthetische Wursthaut oder Glasbehälter verwendet.

## Ventricina del Vastese
In Vasto wird ein anderes Rezept verwendet. Nur der etymologische Ursprung ist gleich wie bei der Ventricina Teramo, weil der Bauch (Magen vom Schwein) als Wurstpelle verwendet wurde. Die grundlegenden Bestandteile, die Verfahren beim Schneiden und Mischen sowie die Gewürze sind aber sehr unterschiedlich. Ventricina von Vasto enthält einen geringeren Mindestanteil an Fett (25 % der Mischung) und hochwertige Schnitte vom Schwein: Schinken, Karree, Filet. Das Fleisch wird in Würfel von nicht weniger als 2 cm geschnitten. Die Gewürze sind Pfeffer, gehackte Paprika und Fenchelsamen. Im Jahr 2009 hat die Ventricina von Vasto die italienische Meisterschaft gewonnen.